# 메뉴 모음

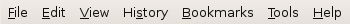
모질라 파이어폭스의 메뉴 표시줄

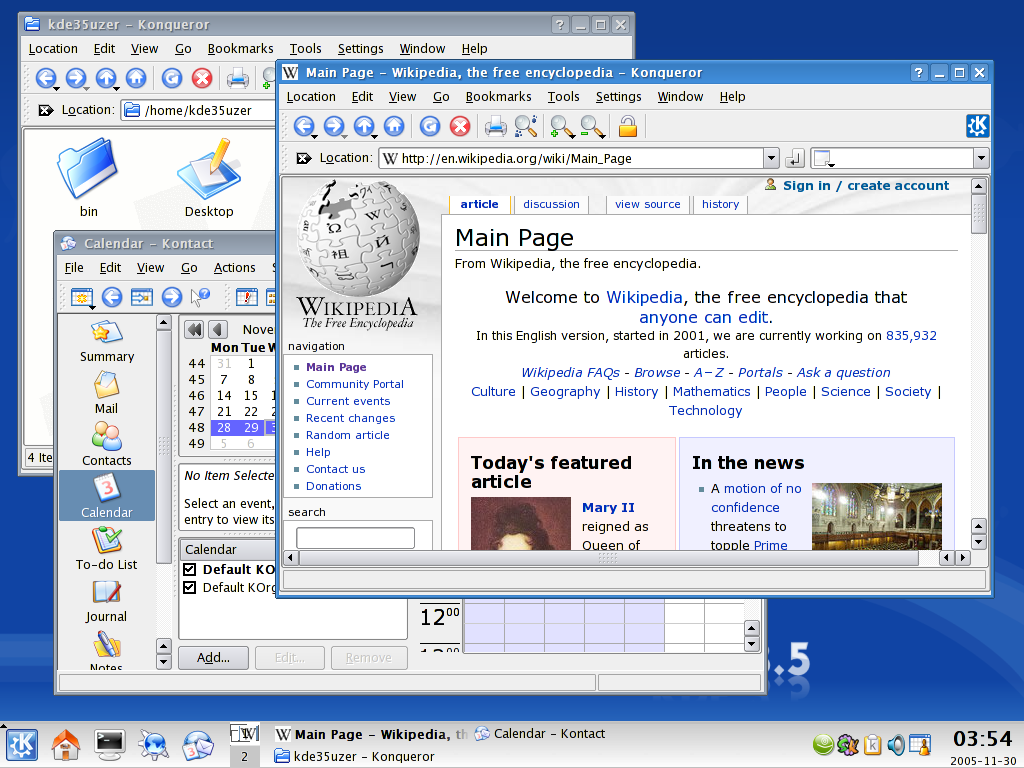
여러 개의 메뉴 모음을 표시하고 있는 KDE 3.5의 스크린샷

메뉴 모음은 컴퓨터 메뉴를 표시하는 막대이다. 메뉴 바(menu bar)라고도 한다. 창이나 응용 프로그램의 메뉴를 추가하는 것이 목적이다. 메뉴 모음은 보통 창의 그래픽 사용자 인터페이스에 존재한다.

## 참조
1. ↑  Internet Explorer 7 기준으로, 보기 메뉴의 도구 메뉴→메뉴 모음을 선택하거나 선택을 해제하여 "메뉴 모음"을 표시하거나 숨길 수 있다.

## 같이 보기
- 도구 모음